# Josef Bojislav Pichl
Josef Bojislav Pichl (22. srpna 1813 Kosoř – 11. března 1888 Karlín) byl český lékař, spisovatel, novinář, překladatel a organizátor národního života. První básně zveřejnil roku 1831 v Krameriově Večerním vyražení. V Praze spoluorganizoval plesy a české spolky. Po promoci (1843) jmenován městským fysikem (lékařem) v Pardubicích. V březnu 1848 vydal Pardubický hlasatel svobody a lidu práva, který vyvolal ostrý odpor konzervativních sil a přinutil jej odstěhovat se do Prahy. Tam postupně vydával další časopisy (Svatováclavské poselství, Obecní list, Včela), dokud to úřady nezakázaly. Roku 1854 jmenován hutním lékařem na Kladně, kde byl rovněž veřejně činný. V roce 1861 se stal horním a hutním lékařem v Nýřanech a nakonec r. 1864 správcem chudobince sv. Bartoloměje v Praze. Sestavil zpěvník, krasořečník (sbírku básní k recitaci) a paměti; překládal práce Karla Herloše a Miguela de Cervantes (mj. první díl Dona Quijota). Uznávaný jako skromný, poctivý a nezištný vlastenec. Manželka Františka Bohunka Pichlová roz. Svobodová (1811–1882) byla známá jako spisovatelka Marie Čacká.

## Život

### Mládí a studium
Narodil se v rodině sládka Jiřího Pichla a Magdalény, rozené Trunečkové. Studoval na Akademickém gymnáziu v Praze, kde k jeho profesorům patřili známí vlastenci Josef Jungmann a František Jan Svoboda. Do této doby také spadají jeho první literární práce, uveřejněné v Krameriově Večerním vyražení a v Tylových Květech. Roku 1843 absolvoval lékařskou fakultu. V Praze se účastnil vlasteneckého ruchu — podílel se na pořádání českých bálů a zakládání řemeslnických spolků. Podobná činnost vyžadovala odvahu, protože státní orgány včetně policie kladly těmto aktivitám překážky. V roce 1845 se oženil s Františkou Bohunkou Svobodovou, dcerou profesora Fr. Svobody, která byla již v té době proslulá jako básnířka Marie Čacká.

### V Pardubicích
Zanedlouho po promoci se přestěhoval do Pardubic, kde byl jmenován městským fysikem (což byl v tehdejší terminologii lékař, placený z veřejných prostředků). Zde se v březnu 1848 zapojil do revolučního dění. Zpráva o příslibu vydání ústavy vyvolala všeobecné nadšení, kterého se ale chopili nezodpovědní radikálové. Když obyvatelstvo vypovědělo poslušnost městskému magistrátu a sesadilo purkmistra, odjel s ním Pichl do Chrudimi na poradu k okresnímu hejtmanovi. Ten, sám bezradný, ale Pichlovi nedůvěřoval a delegaci vrátil zpět.
V následujících dnech se situace postupně uklidňovala, umírnění občané zajišťovali pořádek a organizovali národní obranu, do které přijali i předtím sesazeného purkmistra. Pichl se stal polním lékařem a začal uvažovat o založení politických novin psaných prostým stylem pro širokou veřejnost.
17. března odjel s rukopisem budoucího listu do Hradce Králové za svým přítelem, vydavatelem J. H. Pospíšilem. Přitom byl svědkem slavnosti, při které velitel hradecké vojenské posádky vyzval mužstvo, aby si připevnilo vlastenecké kokardy, a po bohoslužbě na cvičišti vyložil v češtině význam nové ústavy. Shromáždění hradečtí občané to ocenili voláním „Sláva!“ Téhož dne se k oslavám připojil i biskup a vysocí státní úředníci. Pokojná a slavnostní nálada a příznivý postoj vojska ostře kontrastoval s poměry v Pardubicích, kde místní důstojníci, ač nezasahovali, vyjadřovali ke změnám nevraživý postoj.
18. března se Pichl vrátil s vytištěnými novinami. List měl název Pardubický hlasatel svobody a lidu práva a setkal se s obrovským zájmem čtenářů. V úvodníku kritizoval předrevoluční svévoli vlády, vyjádřil důležitost svobody slova a tisku, vyzval k hrdosti na příslušnost k vlastnímu národu a vyjádřil přesvědčení, že zvítězí láska k vlasti a králi, svornost a veřejný pořádek. Časopis měl vycházet každý pátek a v následujících číslech se měl věnovat ústavě, volbám, národní gardě apod.
Pro budoucnost listu měla rozhodující význam krátká místní zpráva, podle níž „někdo u nás pověsil před několika dny konstituční kokardu psu na ocas“. Byl jím syn purkmistra, armádní důstojník a známý alkoholik a rváč. Ačkoliv nebyl ve zprávě jmenován, velmi se na Pichla rozčílil a vtrhl do jeho domu s nabitou zbraní, aby ho zabil. Pichlova manželka ho sice odbyla lží, že není doma, alel opilý výtržník zůstal před domem až do večera, Pichl pak poslal purkmistrovi a plukovníkovi žádost o ochranu. Žádný z nich nevyhověl. Pomoc přislíbila národní garda, ale ani její členové, zřejmě v obavě o vlastní bezpečnost, nakonec nedorazili. V doprovodu přátel proto odešel v noci na nádraží, přespal tam ve služebním bytě a ráno odjel vlakem do Prahy. Při odjezdu se s ním loučili mimo jiné i dělníci z místní strojírny, ozbrojení kladivy a dalším nářadím pro případ potíží ze strany vojska, a několik z nich ho pro jistotu doprovázelo až do Labské Týnice, kde končil pardubický vojenský obvod. Manželka zůstala na místě, ale brzy byla donucena se odstěhovat i ona, když jí pod okny začali demonstrovat příznivci účasti ve frankfurtském parlamentu. Tím se definitivně uzavřela možnost obnovit vydávání novin.
Navzdory dramatickému závěru měl Pichl v dalších letech na Pardubice spíše dobré vzpomínky. V pamětech roku 1880 komentoval postupné prosazování vlasteneckých postojů slovy: „...plevy již dávno vítr roznesl, zrna zůstala“.

### Další činnost
V Praze založil politický list Svatováclavské poselství ve vydavatelství Josefa Friče, který však byl brzy zastaven. Roku 1849 se stal redaktorem Obecního listu, vydávaného pražskou městskou radou. O rok později pak řídil časopis Včela, který také brzy zanikl, protože místodržitel Mecséry nevěřil, že jej zachová jako nepolitický. Vedle toho byl zaměstnán na pražském magistrátě jako překladatel do češtiny.

Roku 1854 ztratil z politických důvodů překladatelské místo. Odstěhoval se proto na Kladno, kde se stal hutním lékařem. Zapojil se tam také do veřejného života — založil Měšťanskou besedu a byl zvolen do obecního výboru i do funkce městského školního dozorce.

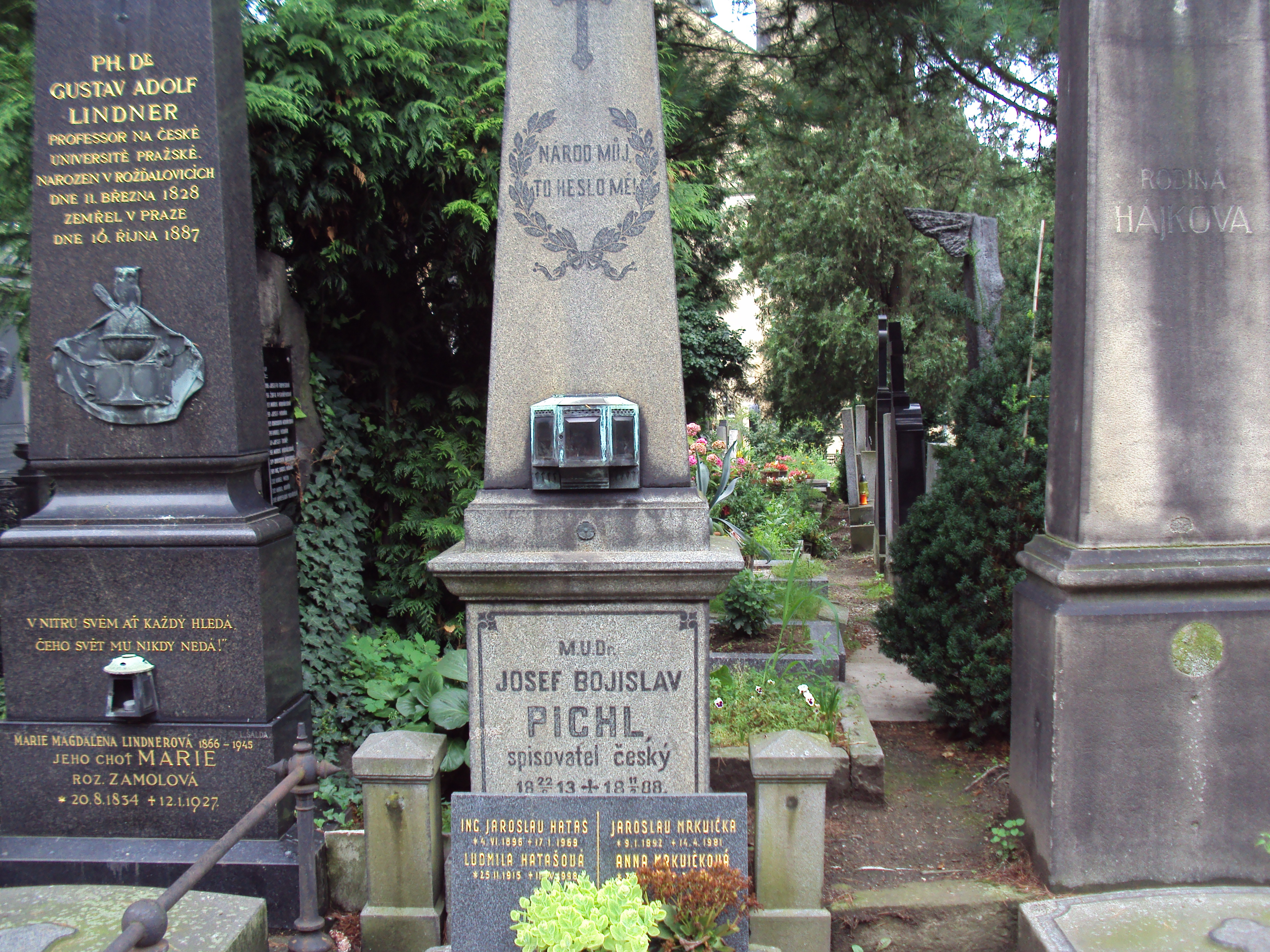
Hrob na Vyšehradském hřbitově

V roce 1861 byl přeložen do Nýřan jako báňský lékař, resp. horní a hutní fysik. I tady se pokoušel o vlasteneckou činnost, ale na rozdíl od většinově českých Pardubic a Kladna tu narazil na silný nesouhlas Němců. Pokus o založení čtenářského spolku pro české dělníky ztroskotal na rozhodném odporu nadřízených a dalších úřadů. Inicioval alespoň petici na zavedení českých bohoslužeb v nýřanském kostele, zapojil se do komunální politiky v Plzni a stal se členem plzeňského obecního výboru. Za svou činnost byl jmenován čestným členem plzeňské měšťanské a řemeslnické besedy.
Roku 1864 se vrátil do Prahy, kde přijal místo správce chudobince u sv. Bartoloměje a 14. září 1872 založil knihtiskárnu s papírnickým obchodem. Roku 1882 ovdověl a následně se podruhé oženil, za ženu si vzal Annu Kmochovou. Z prvního manželství měl tři děti. Z nich prvorozený Ivan (1850–1923) přijal otcovo druhé jméno a část živnosti, byl obchodníkem s papírem a provozoval ražebnu medailí, Jiří (* 1852) vystudoval chemii a na praxi odcestoval do cukrovaru na Jamajku.
Později ze zdravotních důvodů v chudobinci zůstal jen jako dozorce. Zemřel sešlostí věkem v Karlíně, pohřben byl 14. března na Vyšehradském hřbitově po obřadu v karlínském chrámu.
Současníci jej oceňovali jako nezištného vlastence, pamětníka Jungmannovy doby, který jako lékař, politik a spisovatel pracoval ve prospěch svého národa bez ohledu na vlastní oběti.

## Dílo
První básně — Homol, Nevěrná, Povzbuzení k veselosti a Elegie — uveřejnil roku 1831 v Krameriově časopise Večerní vyražení. Ve 40. a počátkem 50. let řídil časopisy Pardubický hlasatel svobody a lidu práva, Svatováclavské poselství, Obecní list a Včela (viz výše), během života ale přispíval téměř do všech českých časopisů.
Samostatně vydal:
- Společenský krasořečník český (1852–3)
- Společenský zpěvník český (1851–63)
- Vlastenecké vzpomínky (časopisecky: Česká včela 1880, s. 206–207;[9] knižně 1936)

Známé byly i jeho překlady, především řady historických románů Karla Herloše-Herloßsohna a Miguela de Cervantes (nejprve novely, později 1. díl Dona Quijota).